# 千居遺跡
千居遺跡（せんごいせき）は、静岡県富士宮市にある縄文時代前期末から中期および後期前半にかけての環状集落の遺跡。ストーンサークルの存在が特徴的な遺跡で、1975年（昭和50年）6月26日に国の史跡に指定されている。

## 概要
本遺跡は標高398メートル、北から南に延びる千居丘陵のほぼ中央部に位置する。戦前から知られていたが、昭和40年代（1965年〜1974年）に入って地元高校の一部試掘調査により敷石が確認された。1970年（昭和45年）、1971年（昭和46年）の二次にわたって発掘調査が行われた。大規模な配石遺構、そして環状に並ぶ20棟以上の竪穴建物跡（環状集落）や縄文土器が発見されている。

## ストーンサークル
この遺跡の特徴として大規模なストーンサークルの存在が挙げられ、列石跡や配石跡などが確認されている。このうち長さ40メートル以上にもなる2基の列石跡は富士山に対して防波堤のように並んでおり、これらの石跡は富士山信仰との関わりが指摘されている。